# Belokranjski muzej
Belokranjski muzej v Metliki  je bil odprt leta 1951, nameščen pa je v Metliškem gradu, ki stoji v starem delu mesta Metlika. Prvi direktor muzeja je bil Jože Dular (kar 30 let, do 1981). Muzej skrbi za premično kulturno dediščino Bele krajine in ima tri stalne razstave, in sicer:
- Stalna razstava v Metliškem gradu, ki prikazuje življenje tukajšnjih ljudi, od poselitve v prazgodovini do sredine 20. stoletja,
- Spominska zbirka Otona župančiča v Vinici- (dislocirana enota)- Vinica 6 - zaprta do jeseni 2015 zaradi prenove,
- Krajevna muzejska zbirka v Semiču- (dislocirana enota)- Štefanov trg 7,

Stalna razstava v Metliškem gradu prikazuje poselitev Bele krajine, ki sega v čas mlajše kamene dobe, s katero se v arheološki zbirki začenja ogled razstave. Nadaljuje se z življenjem v bronasti dobi in železni dobi in naprej v času Keltov ter Rimljanov do pozne antike. V 5. stoletju je nastalo na Kučarju pri Podzemlju pomembno versko in upravno središče. V gradu je postavljen tudi lapidarij z zbirko kamnitih spomenikov. Večji del stalne razstave daje vpogled v življenje Belokranjcev v 19. in prvi polovici 20. stoletja. Metlika je bila tedaj predvsem obrtniško in trgovsko mesto z močnim agrarnim poudarkom. Mesto je imelo več meščanskih kulturnih in gospodarskih društev, mnoga obstajajo še danes. Zanimiva je tudi vinogradniška zbirka v grajski kleti.
Spominska zbirka Otona Župančiča v Vinici prikazuje življenje in plodno delo največjega pesnika Bele krajine. Tukaj je tudi zbirka Zaslužni Belokranjci - umetniki in znanstveniki. Trenutno je zbirka v prenovi, predvidoma bo svoja vrata odprla jeseni 2015.  
Krajevna muzejska zbirka v Semiču prikazuje posamezne drobce iz zgodovine Semiča in okoliških krajev ter življenje prebivalcev, od najstarejših časov do konca druge svetovne vojne. V sklopu muzeja se nahaja razstava Narava Bele krajine. 